# Il re degli Schnorrer
Il re degli schnorrer è un romanzo umoristico dello scrittore inglese Israel Zangwill scritto nel 1894.

## Trama
Vi si raccontano varie umoristiche vicissitudini del protagonista, Manasse Bueno Barzillai Azevedo da Costa, ebreo sefardita e re degli schnorrer, come erano chiamati i pezzenti scrocconi di origine ebraica che vivevano nella Londra di Giorgio III, fra Settecento e Ottocento.

## Capitoli
1. Dove si racconta come uno strano filantropo venisse trasformato in un portatore di pesce
2. Dove si racconta come regnasse il re
3. Dove si racconta come Sua Maestà andasse a teatro e fosse applaudito
4. Dove si racconta dei preparativi per il matrimonio reale
5. Dove si racconta come il re sciogliesse il consiglio del Mahamad
6. Dove si racconta come il re arricchisse la sinagoga

## Edizioni
- Israel Zangwill, Il re degli schnorrer, traduzione di Marta Navazza, Universale economica Feltrinelli, Feltrinelli, 1979,  p. 152, ISBN non esistente.